# Vonones (framadar)
Vonones (em latim: Vonones), Goanã (em grego clássico: Γοαννάμ; romaniz.: Goannám) ou Vonã (em persa médio: Wohnām) foi um oficial sassânida do século III, ativo durante o reinado do xainxá Sapor I (r. 240–270).

## Nome
Vonones é a latinização do parta Va(u)nã (Wah(u)nām) ou Vo(u)nã (Woh(u)nām), que significa "aquele com a melhor reputação" (de beh / veh, "melhor", e nām, "reputação"). É possível que esse nome tenha se originado no iraniano antigo *vahu-nāman-. Foi registrado em siríaco como Benã (Behnām), em armênio como Vonom (Վոնոն, Vonon) e em grego como Onones (ΟΝΩΝΗΣ, Onōnēs) em moedas, Vonones (Βονώνης, Bonṓnēs), Uonones (Ουονώνης, Ouonónēs) em textos clássicos, Goanã (Γοανναμ, Goannam) em fontes epigráficas.

## Vida
As origens de Vonones são incertas. Sua existência é indicada pela inscrição Feitos do Divino Sapor, que registra os 67 dignitários da corte do xainxá Sapor I (r. 240–270) por ordem de precedência. Segundo ela, ocupava a décima sétima posição entre eles e serviu como framadar. É possível que seja o framadar homônimo citado na Inscrição de Abnune.